# 15574 Stephaniehass
A 15574 Stephaniehass (ideiglenes jelöléssel 2000 GF66) a Naprendszer kisbolygóövében található aszteroida. A LINEAR projekt keretében fedezték fel 2000. április 5-én.